# Porcellio hirtipes
Porcellio hirtipes är en kräftdjursart som beskrevs av Dollfus 1904. Porcellio hirtipes ingår i släktet Porcellio och familjen Porcellionidae. Inga underarter finns listade i Catalogue of Life.